# Perlecan
Perlecan ist ein Proteoglykan in Wirbeltieren, welches in der Basalmembran verschiedener Epitheltypen als Strukturprotein an andere Proteine bindet. Insbesondere übt es eine Filterfunktion aus, indem es eine netzartige Struktur mit Poren bildet, und ist für die Aufrechterhaltung einer negativen elektrischen Ladung verantwortlich. Außerdem nehmen Heparansulfat-Proteoglykane (HSPG) wie Syndecan 1 und Perlecan am Lipidtransport durch Chylomikronen ins Epithel teil, indem sie die Verankerung für das Enzym Lipoproteinlipase bilden, welche die Triglyceride von den Chylomikronen abspaltet. Mutationen am HSPG2-Gen sind die Ursache für das Schwartz-Jampel-Syndrom (einer Myotonie-Erkrankung) und die Dyssegmentale Dysplasie vom Silverman-Handmaker-Typ.
Das Kernprotein hat eine Größe von 600 kDa und besitzt 2–15 Kohlenhydratketten. Diese bestehen aus dem Glykosaminoglykan Heparansulfat. Durch die Sulfatreste ist Perlecan stark negativ geladen und verhindert u. a. in der Basalmembran der Nierenglomeruli den Durchtritt anionischer (also negativ geladener) Serumproteine, wie Albumin. Dadurch werden diese Proteine nicht gefiltert und unnötigerweise durch die Niere ausgeschieden, sondern bleiben im Blut.